# Tipi vulkanskih izbruhov
Več tipov vulkanskih izbruhov, med katerimi se iz ognjenika ali razpoke izloči lava, tefra (vulkanski pepel, lapili, vulkanska bomba in vulkanski bloki) in razni plini, razlikujejo vulkanologi. Pogosto so poimenovani po znamenitih vulkanih, kjer so opazili takšno vedenje. Nekateri vulkani lahko pokažejo samo eno značilno vrsto izbruha v času aktivnosti, drugi pa lahko prikažejo celotno zaporedje vrst v eni eruptivni seriji.
Obstajajo tri različne vrste izbruhov. Najbolj opazni so magmatski izbruhi, ki vključujejo dekompresijo plina v magmi, ki jo poganja naprej. Freatomagmatska erupcija je še ena vrsta vulkanskega izbruha, ki jo poganja stiskanje plina v magmi, ki je neposredno nasproten procesu, ki poganja magmatsko aktivnost. Tretji eruptivni tip je freatska erupcija, ki jo poganja pregrevanje pare prek stika z magmo; ti eruptivni tipi pogosto nimajo magmatskega sproščanja, temveč povzročajo granulacijo obstoječih kamnin.
Znotraj teh široko definiranih eruptivnih tipov je več podtipov. Najšibkejši so Havajski in podmorski, nato Strombolski, sledijo Vulcanovi in Surtseyski. Močnejše eruptivne vrste so Pelejski izbruhi, sledijo Plinijski izbruhi; najmočnejši izbruhi se imenujejo "Ultra-Plinijski". Subglacijalni (podledeniški) in freatični izbruhi so opredeljeni z njihovim eruptivnim mehanizmom in se razlikujejo po moči. Pomembno merilo eruptivne moči je vulkanski indeks eksplozivnosti (VEI), lestvica velikosti od 0 do 8, ki je pogosto povezana z eruptivnimi tipi.

## Erupcijski mehanizmi
Vulkanski izbruhi nastanejo prek treh glavnih mehanizmov: 
- Izpust plina pri dekompresiji povzroča magmatske izbruhe
- Termično krčenje zaradi ohlajanja ob stiku z vodo, ki povzroči freatomagmatske izbruhe
- Izmet drobljenih delcev med izbruhi pare, ki povzročajo freatične izbruhe

Obstajata dve vrsti erupcij v smislu aktivnosti, eksplozivna erupcija in efuzivna erupcija. Za eksplozivne izbruhe so značilne eksplozije plina, ki poganjajo magmo in tefro. Medtem pa so efuzivni izbruhi značilni za izlivanje lave brez pomembnega eksplozivnega izbruha. 
Vulkanski izbruhi se močno razlikujejo po moči. Na eni skrajnosti so efuzivni havajski izbruhi, za katere so značilni lavometi in tekoči tokovi lave, ki običajno niso zelo nevarni. Na drugi strani pa so Plinijski izbruhi, veliki, nasilni in zelo nevarni eksplozivni dogodki. Vulkani niso vezani na en eruptivni tip in pogosto prikazujejo veliko različnih tipov, pasivnih in eksplozivnih, celo v razponu enega samega eruptivnega cikla. Tudi vulkani ne bruhajo vedno navpično iz enega samega kraterja blizu njihovega vrha. Nekateri vulkani kažejo bočne in izbruhe iz razpoke. Predvsem številni havajski izbruhi se začnejo vzdolž riftnih con in nekateri najmočnejši surtsejski izbruhi se razvijajo vzdolž prelomov. Znanstveniki so verjeli, da se impulzi magme mešajo v komori, preden se povzpnejo navzgor - proces, za katerega se ocenjuje, da traja več tisoč let. Vendar so vulkanologi univerze Columbia ugotovili, da je izbruh vulkana Irazú Volcano v Kostariki leta 1963 verjetno sprožila magma, ki se je v zadnjih nekaj mesecih nahajala v plašču.

### Vulkanski eksplozivni indeks
Indeks vulkanske eksplozivnosti (običajno skrajšan na VEI) je lestvica od 0 do 8 za merjenje moči erupcij. Uporablja ga Global Volcanism Program pri Smithsonian Institution pri ocenjevanju vpliva zgodovinskih in prazgodovinskih tokov lave. Deluje na način, podoben Richterjevi lestvici za potrese, saj vsak interval v vrednosti predstavlja desetkratno povečanje magnitude (logaritemsko). Velika večina vulkanskih izbruhov ima VEI med 0 in 2.
 Vulkanski izbruhi po indeksu VEI
| VEI | Višina oblaka              | Eruptivni volumen *               | Tip erupcije              | Pogostost **      | Primer                                      |
| --- | -------------------------- | --------------------------------- | ------------------------- | ----------------- | ------------------------------------------- |
| 0 | <100 m (330 ft)            | 1.000 m3 (35.300 cu ft)           | Havajski                  | neprekinjeno      | Kilauea                                     |
| 1 | 100–1.000 m (300–3.300 ft) | 10.000 m3 (353.000 cu ft)         | Havajski /Strombolski     | na štirinajst dni | Stromboli                                   |
| 2 | 1–5 km (1–3 mi)            | 1.000.000 m3 (35.300.000 cu ft) † | Strombolski/Vulcanov      | mesečno           | Galeras (1992)                              |
| 3 | 3–15 km (2–9 mi)           | 10.000.000 m3 (353.000.000 cu ft) | Vulcanov                  | 3 mesečna         | Nevado del Ruiz (1985)                      |
| 4 | 10–25 km (6–16 mi)         | 100.000.000 m3 (0,024 cu mi)      | Vulcanov/Peléjski         | 18 mesečni        | Eyjafjallajökull (2010)                     |
| 5 | >25 km (16 mi)             | 1 km3 (0,24 cu mi)                | Plinijski                 | 10–15 letni       | Mount St. Helens (1980)                     |
| 6 | >25 km (16 mi)             | 10 km3 (2 cu mi)                  | Plinijski/Ultra-Plinijski | 50–100 letni      | Santa Maria, Gvatemala, (1902)              |
| 7 | >25 km (16 mi)             | 100 km3 (20 cu mi)                | Ultra-Plinijski           | 500–1000 letni    | Tambora, Indonezija, (1815)                 |
| 8 | >25 km (16 mi)             | 1.000 km3 (200 cu mi)             | Supervulkanski            | 50.000+ let       | jezero Toba, Sumatra, (74 pred sedanjostjo) |
| * Najmanjši volumen izbruha za uvrstitev v to kategorijo. ** Vrednosti so groba ocena. Ponazarjajo pogostost vulkanov te magnitude ali višje. † 1. in 2. VEI stopnja si ne sledita zvezno; povečanje je za magnitudo 100, ne 10 (od 10.000 na 1.000.000). |                            |                                   |                           |                   |                                             |

## Magmatske erupcije
Magmatski izbruhi pri eksplozivni dekompresiji zaradi sproščanja plina proizvajajo mlade klastične kamnine. Njihova intenzivnost sega od relativno majhnih lavometov na Havajih do katastrofalnih ultraplinijskih erupcijskih stebrov, ki so visoki več kot 30 km, večji od izbruha Vezuva leta 79, ki je pokopal Pompeje.

### Havajski tip erupcije
Havajski tip erupcije je vrsta poimenovana po havajskih vulkanih, za katere je ta tip značilen. So najbolj miren tip vulkanskih dogodkov, za katere je značilna efuzivna erupcija zelo tekočih bazaltnih lav z nizko vsebnostjo plinov. Količina izmetanega materiala je manj kot polovica tistega, kar najdemo v drugih eruptivnih vrstah. Stalna proizvodnja majhnih količin lave gradi veliko, široko obliko ščitnega vulkana. Izbruhi niso centralizirani na glavnem vrhu, kot pri drugih vulkanskih vrstah, in se pogosto pojavljajo na odprtinah okoli vrha in iz radialnih razpok. 
Havajski izbruhi se pogosto začnejo kot črta bruhajočih ventilov vzdolž razpoke, tako imenovane "ognjene zavese". Te izginejo, ko se lava začne koncentrirati na nekaj odprtin. Medtem pa so osrednji izbruhi pogosto v obliki velikih lavometov (neprekinjenih in občasnih), ki lahko dosežejo višine več sto metrov ali več. Delci iz lavometov se običajno ohladijo v zraku, preden padejo zemljo, zaradi česar se kopičijo koščki žlindre; ko pa je zrak še posebej napolnjen s klastičnim materialom, se zaradi okoliške toplote ne more dovolj hitro ohladiti in pade na zemljo še vroč, katerega kopičenje tvori razpršene stožce. Če so stopnje eruptivnosti dovolj visoke, lahko celo oblikujejo tokove lave, ki se naberejo. Havajski izbruhi so pogosto zelo dolgoživi; Puʻu ʻŌʻō, žlindrasti stožec Kilauee, nenehno bruha od leta 1983. Še ena havajska vulkanska značilnost je oblikovanje aktivnih lavinih jezer, samovzdrževanih bazenov surove lave s tanko skorjo pol-ohlajene kamnine; trenutno je na svetu le šest takih jezer, eno v Kilauinem zalivu Kupaianaha.
Tokovi iz havajskih izbruhov so bazaltni in jih lahko glede na strukturne značilnosti razdelimo na dva tipa. Pahoehoe lava je relativno gladek tok lave, ki je lahko valovit ali vrvičast. Lahko se premika kot en list, z napredovanjem "prstov" ali kot steber kačaste lave. Tokovi ʻAʻā lave so gostejši in bolj viskozni kot pahoehoe in se gibljejo počasneje. Tokovi so lahko debeli od 2 do 20 m. ʻAʻā tokovi so tako debeli, da se zunanji sloji ohladijo v maso, ki je podobna grušču, ki izolira še vedno vročo notranjost in preprečuje hlajenje. ʻAʻā lava se giblje na poseben način - sprednji del toka se strdi zaradi pritiska od zadaj, dokler se ne razbije, potem pa se splošna masa za njo premakne naprej. Pahoehoe lava lahko včasih postane ʻAʻā lava zaradi naraščajoče viskoznosti ali naraščajoče hitrosti striženja, vendar ʻAʻā lava nikoli ne postane pahoehoe lava. 
Havajski izbruhi so odgovorni za več edinstvenih vulkanskih objektov. Majhne vulkanske delce prenaša in oblikuje veter, ki se hitro ohladijo v steklaste delce v obliki solze, znanih kot Pelejeve solze (po Peleju, havajskem vulkanskem božanstvu). Med posebej močnimi vetrovi lahko ti kosi prevzamejo celo obliko dolgih vlaken, ki so znana kot Pelejevi lasje. Včasih bazalt prezrači v retikulit, najmanjšo gostoto kamnin na zemlji. 
Čeprav so havajski izbruhi imenovani po havajskih vulkanih, niso nujno omejeni nanje; največji lavomet, ki je bil kdaj koli zabeležen, je nastal na otoku Izu Ōshima (na gori Mihara) leta 1986, 1600 m vrelec, ki je bil več kot dvakrat višji od same gore (ki stoji na 764 m). 
Vulkani, za katere je znano, da imajo havajsko dejavnost, so:
- Puʻu ʻŌʻō, parazitsko žlindrast stožec na Kilauei na otoku Havaji, ki neprestano bruha od leta 1983. Izbruhi so se začeli 3. januarja s 6 km dolgo zaveso požara iz razpoke. Ti so se umaknili centraliziranim izbruhom na mestu vzhodnega rifta Kilaueje, sčasoma pa so zgradili še vedno aktivni stožec.
- Etna, Italija.
- Mount Mihara leta 1986.

### Strombolski tip erupcije
Strombolski tip erupcije je vrsta vulkanskega izbruha, poimenovana po vulkanu Stromboli, ki nenehno bruha stoletja. Strombolske izbruhe poganja eksplozija plinskih mehurčkov v magmi. Ti plinski mehurčki v magmi se kopičijo in združijo v velike mehurčke, ki se imenujejo plinski polži. Ti so dovolj veliki, da se dvignejo skozi steber lave.  Ko dosežejo površino, razlika v zračnem tlaku povzroči, da se mehurček razpoči z glasnim pokom, ki v zrak meče magmo, podobno kot milni mehurček. Zaradi visokih pritiskov plina, povezanih z lavami, je nadaljevanje aktivnosti na splošno v obliki epizodnih eksplozivnih erupcij, ki jih spremljajo izraziti glasni zvoki. Med izbruhi se te eksplozije pojavijo skoraj vsakih nekaj minut.
Izraz "strombolski" je bil uporabljen brez razlikovanja za opis številnih vulkanskih izbruhov, ki se razlikujejo od majhnih vulkanskih eksplozij do velikih eruptivnih stebrov. V resnici so za prave Strombolske erupcije značilni kratkotrajni in eksplozivni izbruhi lave z vmesno viskoznostjo, ki se pogosto izloča visoko v zrak. Stebri lahko merijo stotine metrov v višino. Lave, ki jih tvorijo strombolske erupcije, so relativno viskozne bazaltne lave, končni izdelek pa je večinoma žlindra. Relativna pasivnost Strombolskih izbruhov in njihova neškodljiva narava izvira ventila omogočata, da se strombolski izbruhi še tisočletja ne bodo manjšali, zaradi česar je ena izmed najmanj nevarnih eruptivnih vrst. 
Strombolske erupcije izločajo vulkanske bombe in lapilične fragmente, ki potujejo po paraboličnih poteh, preden pristanejo okoli izvira. Stalno kopičenje majhnih drobcev gradi žlindraste stožce, ki so v celoti sestavljeni iz bazaltnih piroklastov. Ta oblika kopičenja ima za posledico dobro urejene obroče tefre.
Erupcije so podobne havajskim, vendar obstajajo razlike. Strombolske so hrupnejšw, ne proizvajajo trajnih eruptivnih stebrov, ne proizvajajo nekaterih vulkanskih izdelkov, povezanih s havajskim vulkanizmom (posebej Pelejeve solze in Pelejeve lase) in proizvajajo manj staljenih tokov lave.
Vulkani, za katere je znano, da imajo Strombolski tip erupcije so:
- Parícutin, Mehika, ki je leta 1943 izbruhnil iz razpoke na koruznem polju. Po dveh letih delovanja se je piroklastična aktivnost začela zmanjševati in izlivanje lave iz baze je postal njegov glavni način delovanja. Erupcije so se prenehale leta 1952, končna višina pa je bila 424 m. To je bilo prvič, da so znanstveniki lahko opazovali celoten življenjski cikel vulkana.
- Etna v Italiji, ki je v nedavnih izbruhih pokazala strombolsko aktivnost, na primer leta 1981, 1999, 2002–2003 in 2009. [11] 2002–2003, and 2009.[12]
- Mount Erebus na Antarktiki, najjužnejši aktivni vulkan na svetu, ki je bruhal od leta 1972. Eruptivna aktivnost v Erebusu je sestavljena iz pogostih strombolskih aktivnosti.[13]
- Stromboli. Blage eksplozivne dejavnosti so bile aktivne skozi zgodovino; v Stromboliju so bili več kot eno tisočletje zabeleženi v bistvu neprekinjeni strombolski izbruhi, ki so jih občasno spremljali tokovi lave. [14]

### Vulcanov tip erupcije
Vulcanov tip erupcije je vrsta vulkanskega izbruha, poimenovana po vulkanu Vulcano.. Ime je dobil po opažanjih Giuseppa Mercallija njegovih izbruhov 1888–1890. Vulcanove erupcije srednje viskozne magme v vulkanu otežujejo pobeg vezikularnih plinov. Podobno kot pri strombolskih erupcijah, to povzroči nastanek visokega tlaka plina, s čimer se pojavi kapa, ki zadržuje magmo in povzroči eksploziven izbruh. Vendar pa, za razliko od strombolskih, izločeni fragmenti lave niso aerodinamični; to je posledica večje viskoznosti vulkanske magme in večje vključitve kristaliničnega materiala, ki se je odlomil od nekdanje kape. Prav tako so bolj eksplozivni kot njihovi strombolski vulkani, pri čemer eruptivni stebri pogosto sežejo med 5 in 10 km visoko. Nazadnje so vulkanske usedline andezitne do dacitne in ne bazaltne.
Za začetno vulkansko aktivnost je značilna vrsta kratkotrajnih eksplozij, ki trajajo nekaj minut do nekaj ur in so značilne za izmet vulkanskih bomb in blokov. Ti izbruhi se zmanjšajo zaradi nastanka kupole lave, ki drži magmo navzdol in ko razpade, pride do veliko bolj tihih in nenehnih izbruhov. Tako je zgodnji znak prihodnje vulkanske dejavnosti rast lavine kupole, njen propad pa povzroči izlivanje piroklastičnega materiala po strmini vulkana.
Usedline v bližini izvira kraterja vsebuje velike vulkanske bloke in bombe, pri čemer so še posebej pogoste tako imenovane "bombe s krušno skorjo". Ti globoko razpokani vulkanski kosi se oblikujejo, ko se zunanjost iztisnjene lave hitro ohladi v steklasto ali fino zrnato lupino, notranjost pa se še naprej ohlaja in vezikulira. Središče kosa se širi zato razpoka zunanjost. Vendar je večina vulkanskih depozitov drobnozrnat pepel. Pepel je le zmerno razpršen, njegova številčnost pa kaže na visoko stopnjo razdrobljenosti, ki je posledica visoke vsebnosti plinov v magmi. V nekaterih primerih je bilo ugotovljeno, da so posledica interakcije z meteorno vodo, kar kaže, da so erupcije delno hidrovulkanski. 
Vulkani, ki so pokazali Vulcanov tip dejavnost, so:
- Sakurajima, Japonska je od leta 1955 na območju vulkanski aktivnosti skoraj nenehno dejavna. [16]
- Tavurvur, Papua Nova Gvineja, eden od več vulkanov v kalderi Rabaul.
- Vulkan Irazú v Kostariki je v izbruhu leta 1965 pokazal vulkansko aktivnost. [17]

### Peléjski tip erupcije
Peléjski tip erupcije (ali nuée ardente) je vrsta vulkanskega izbruha, poimenovana po vulkanu Mount Pelée na Martiniku, kjer je leta 1902 prišlo do velikega pelejskega izbruha, ki je ena najhujših naravnih nesreč v zgodovini. V peléjski erupciji je velika količina plina, prahu, pepela in lave iztisnjena iz osrednjega kraterja vulkana, ki ga poganja propad riolitne, dacitne in andezitske kupole, ki pogosto povzroči velike eruptivne stebre. Zgodnji znak prihodnjega izbruha je rast tako imenovane peléjske bodice, izbokline na vrhu vulkana, ki preprečuje njegov popolni propad. Material se zruši vase, kar ustvarja hitro premikajoč se piroklastični tok, ki se premika navzdol po gorski brežini z veliko hitrostjo, pogosto več kot 150 km na uro. Zaradi velikih zemeljskih plazov so peléjski izbruhi med najnevarnejšimi na svetu, ki se lahko razširijo po naseljenih območjih in povzročijo veliko izgubo življenj. Izbruh gore Pelé leta 1902 je povzročil ogromno uničenje, ubil je več kot 30.000 ljudi in popolnoma uničil mesto St. Pierre (najhujši vulkanski dogodek v 20. stoletju).
Pelejske erupcije so najbolj značilne zaradi najbolj žarečih piroklastičnih tokov, ki jih ustvarjajo. Mehanika peléjskega izbruha je zelo podobna mehaniki vulcanovega izbruha, razen, da je pri peléjskih struktura vulkana sposobna prenesti večji pritisk, zato se izbruh zgodi kot ena velika eksplozija in ne več manjših. 
Vulkani, za katere je znano, da imajo dejavnost Peléjskega tipa, so:
- Mount Pelée, Martinik. izbruh gore Pelée leta 1902 je popolnoma uničil otok, uničil mesto St. Pierre in pustil samo 3 preživele. [20] Izbruhu je neposredno sledila rast lavine kupole.
- Vulkan Mayonov, najbolj aktiven vulkan na Filipinih. To je bilo mesto veliko različnih vrst erupcij, tudi peléjska. Približno 40 sotesk izžareva iz vrha in zagotavlja poti za pogoste piroklastične tokove in tekoče blato v nižine spodaj. Mayonov najbolj nasilna erupcija se je zgodila leta 1814 in je bila odgovorna za več kot 1200 smrti. [21]
- Mount Lamington - erupcija iz leta 1951; pred tem izbruhom vrh še ni bil priznan kot vulkan. Več kot 3000 ljudi je bilo ubitih in postal je merilo za preučevanje velikih peléjskih erupcij. [22]

- Piroklastičen tok vulkana Mayon, Filipini, 1984.
- Stolp lave, ki se je razvil po izbruhu leta Mount Peléeja 1902
- Mount Lamington po uničujočem izbruhu leta 1951.

### Plinijski tip erupcije
Plinijski tip erupcije (ali Vezuvijski) je vrsta vulkanske erupcije, imenovane po zgodovinskem izbruhu Vezuva leta 79, ki je pokopal rimska mesta Pompeje in Herkulanej in še posebej po kronistu Pliniju mlajšem. Proces, ki napaja plinijske izbruhe, se začne v magmatskem ognjišču, kjer se v magmi shranjujejo raztopljeni hlapni plini. Plini se vezikulirajo in se kopičijo, ko se dvigajo skozi kanal magme. Ti mehurčki se aglutinirajo in ko dosežejo določeno velikost (približno 75% celotnega volumna kanala magme), eksplodirajo. Ozke meje vodnika silijo pline in pripadajočo magmo, tako da tvorijo ognjeniški oblak. Hitrost izbruhov je nadzorovana s plinsko vsebino stebra, nizke trdnosti površinskih kamnin pa se običajno razpokajo pod pritiskom izbruha, tako da tvorijo sežgano izhodno strukturo, ki potisne pline še hitreje.
Ti masivni eruptivni stebri (ognjeniški oblaki) so značilnost plinijskega erupcije in dosežejo od 2 do 45 km visoko v ozračje. Najgostejši del dima, neposredno nad vulkanom, potiska notranje širjenje plina. Ko se dvigne v večje višine, se dim razširi in postane manj gost, konvekcija in toplotna ekspanzija vulkanskega pepela ga še bolj poganja v stratosfero. Na vrhu močni prevladujoči vetrovi nosijo oblak v smeri stran od vulkana.
Ti visoko eksplozivni izbruhi so povezani s hlapnimi daciti z riolitnimi lavami in se najpogosteje pojavljajo pri stratovulkanih. Erupcije lahko trajajo od nekaj ur do nekaj dni, večji izbruhi pa so povezani z bolj felzičnimi vulkani. Čeprav so povezani s felzično magmo, se plinijski izbruhi lahko prav tako pojavijo pri bazaltnih vulkanih, saj magmatsko ognjišče razlikuje in ima strukturo bogato s silicijevim dioksidom.
Plinijske erupcije so podobne vulcanovim in strombolskim, le da ne ustvarjajo diskretnih eksplozivnih dogodkov, ampak tvorijo trajne eruptivne stebre. Prav tako so podobni havajskim lavometom, saj obe vrsti eruptivnih snovi ustvarjata stalne stebre, ki jih vzdržuje rast mehurčkov, ki se gibljejo približno enako hitro kot magma, ki jih obdaja.
Regije, ki so jih prizadele plinijske erupcije, so izpostavljene težkemu zasipavanju s plovcem, ki obsega velikost od 0,5 do 50 km³. Material v pepelastem dimu končno pade nazaj na zemljo, pokrije pokrajino v debelem sloju z več kubičnih kilometrov pepela. 
Najnevarnejša eruptivna značilnost pa so piroklastični tokovi, ki nastanejo zaradi razpada materiala, ki se premika navzdol po hribu z ekstremno hitrostjo do 700 km na uro in z možnostjo razširitve dosega stotine kilometrov. Izmet vročega materiala z vrha vulkana topi snežne plazove in ledene usedline na vulkanu, ki se zmešajo s tefro in tvorijo laharje, hitro premikajoče se blato s konsistenco mokrega betona, ki se premika s hitrostjo reke.
Večji plinijski eruptivni dogodki so:
- Erupcija Vezuva leta 79 je pokopala rimski mesti Pompeji in Herculaneum pod plastjo pepela in tefre. To je model za plinijsko erupcijo. Vezuv je od takrat večkrat bruhal. Zadnji izbruh je bil leta 1944 in je povzročal težave zavezniškim vojskam, ko so napredovali skozi Italijo. Poročilo Plinija mlajšega je vodilo znanstvenike, da so vezuvske erupcije označili kot "plinijske".
- Leta 1980 je erupcija Svete Helene v zvezni državi Washington raztrgala vrh vulkana; bil je plinijski izbruh vulkanskega indeksa eksplozivnosti (VEI) 5.[25]
- Najmočnejši tipi erupcij z VEI 8, so tako imenovani "ultra-plinijski" izbruhi, kot je tisti pri jezeru Toba pred 74 000 leti, ki je izločil 2800-krat več materiala, kot ga je izbruhnila Mount St. Helens leta 1980. [26][27]
- Hekla na Islandiji, primer bazaltnega plinijskega vulkanizma in je bruhala med 1947-48. V zadnjih 800 letih je bil vzorec nasilnih začetnih izbruhov plovca, ki mu je sledilo dolgotrajno iztiskanje bazaltne lave iz spodnjega dela vulkana.
- Pinatubo na Filipinih 15. junija 1991, ki je proizvedel 5 km³ dacitske magme, 40 km visok steber dima in izpustil 17 megaton žveplovega dioksida.[28]

## Freatomagmatske erupcije
Freatomagmatske erupcije nastanejo zaradi interakcij med vodo in magmo. Poganjajo jih termične kontrakcije (v nasprotju z magmatskimi izbruhi, ki jih poganja toplotna ekspanzija) magme, ko pride v stik z vodo. Ta temperaturna razlika med obema povzroča silovite interakcije med vodo in lavo, ki tvorijo izbruh. Rezultati freatomagmatskih erupcij naj bi bili zaradi pravilnosti eruptivnih mehanizmov bolj pravilni in fino zrnati kot izdelki magmatskih izbruhov. 
Obstaja razprava o natančni naravi freatomagmatskih erupcij in nekateri znanstveniki menijo, da so lahko reakcije hladilne tekočine bolj kritične za eksplozivno naravo kot termično krčenje. Reakcije hladilne tekočine za gorivo lahko fragmentirajo vulkansko snov s širjenjem valov napetosti, povečanjem razpok in povečanjem površine, kar na koncu vodi do hitrega hlajenja in eksplozivnih izbruhov.

### Surtseyski tip erupcije
Surtsejski tip erupcije (ali hidrovulkanski) je vrsta vulkanskega izbruha, ki ga povzročajo interakcije med vodo in lavo v plitvih vodah, in so ga poimenovali po najbolj znanem primeru, izbruhu in nastanku otoka Surtsey ob obali Islandije leta 1963. Surtsejski izbruhi so 'mokri' ekvivalent zemeljskih strombolskih izbruhov, vendar so zaradi njihovega položaja veliko bolj eksplozivni. To je zato, ker se voda segreva z lavo, utripa v pari in se silovito širi, razdeli magmo, s katero je v stiku, v drobnozrnati pepel. Surtsejski izbruhi so značilnost plitvih vulkanskih oceanskih otokov, vendar niso posebej omejeni nanje. Lahko se zgodijo tudi na kopnem in so posledica dvigajoče magme, ki pride v stik z vodonosnikom na plitvih ravneh pod vulkanom. Rezultat surtsejskih izbruhov so na splošno oksidirani palagonitni bazalti (čeprav se pojavijo tudi andezitni izbruhi, čeprav le redko). Kot strombolski so tudi surtsejski izbruhi na splošno neprekinjeni ali drugače ritmični. 
Posebna značilnost surtsejskih erupcij je nastanek piroklastičnega vala (ali talnega valovanja), ki je obkrožen z radialnim oblakom, ki se razvija skupaj z ognjeniškim oblakom. Bazni sunki so posledica gravitacijskega zdrsa hlapnega ognjeniškega oblaka, ki je bolj gost kot običajen. Najgostejši del oblaka je najbližje odprtini, kar povzroči klinasto obliko. S temi bočno premikajočimi se obroči povezujejo deponije kamnin v obliki sipin, ki jih zaznamuje bočno gibanje. Te so občasno motene zaradi sedimentov, kamenja, ki ga je eksplozivno izbruhalo in je sledilo balistični poti do tal. Akumulacije mokrega, sferičnega pepela, znanega kot akrecijski lapili, so še en skupni kazalec.
Sčasoma so surtsejske erupcije navadno tvorile maare, v zemljo so vkopali široke vulkanske kraterje in obroče tufov, krožne strukture, zgrajene iz hitro ugasle lave. Te strukture so povezane z enkratno erupcijo, vendar če se izbruhi pojavijo po prelomih, lahko nastane riftna cona; ti izbruhi so po navadi bolj nasilni, kot tisti, ki tvorijo prstan iz tufa ali maare, na primer erupcija iz leta 1886 na gori Tarawera. Obmorski stožci so še ena hidrovulkanska lastnost, ki nastane z eksplozivnim odlaganjem bazaltne tefre (čeprav niso resnično vulkanske odprtine). Oblikujejo se, ko se lava nabira v razpokah, se pregreje in eksplodira v parni eksploziji, zdrobi kamnine in jih položi na bok vulkana. Zaporedne eksplozije te vrste sčasoma ustvarijo stožec.
Vulkani, za katere je znano, da imajo surtsejski tip delovanja, so:
- Surtsey, Islandija. Vulkan se je zgradil iz globine in se pojavil nad Atlantskim oceanom ob obali Islandije leta 1963. Začetne hidrovulkanske dejavnosti so bile zelo eksplozivne, toda ko je vulkan izrastel, je lava začela manj vplivati z vodo in bolj z zrakom, dokler se končno ni dotaknila vode. Surtsejska aktivnost se je upočasnila in postala bolj strombolska.
- Ukinrek Maars na Aljaski, 1977 in Capelinhos na Azorih, 1957, oba primera nadvodne surtsejske dejavnosti.
- Mount Tarawera na Novi Zelandiji je leta 1886 izbruhnil vzdolž riftne cone, v kateri je umrlo 150 ljudi.
- Ferdinandea, podvodna gora v Sredozemskem morju, je julija 1831 presegla raven morja in je bila vir spora glede suverenosti med Italijo, Francijo in Veliko Britanijo. Vulkan ni gradil dovolj gostih tufov, da bi zdržal erozijo in je kmalu po nastanku izginil pod valovi. [30]
- Podvodni vulkan Hunga Tonga–Hunga Haʻapai v Tongi je v letu 2009 prekoračil morsko gladino. To je bilo tudi mesto prejšnjega izbruha maja 1988. [31] Zadnji izbruh se je zgodil januarja 2022 in povzročil veliko škodo v bližnji in daljni okolici.[32]

- Surtsey, izbruh 13 dni po vdoru v vodo. Obroč tufa obkroža žrelo.
- Razpoka, ki jo je leta 1886 povzročil izbruh Mount Tarawera, primer izbruha v razpoki.

### Podmorski tip erupcije
Podmorske erupcije se pojavijo pod vodo. Ocenjuje se, da 75% celotnega vulkanskega eruptivnega volumna povzročajo samo podmorski izbruhi blizu srednjeoceanskih hrbtov, vendar so zaradi težav, povezanih z odkrivanjem globokomorskih vulkanov, ostali praktično neznani, dokler jih v 1990-ih ni bilo mogoče opazovati. 
Podmorske erupcije lahko povzročijo nastanek podvodne gore, ki lahko prodre na površino in tvori vulkanski otok in otoške verige.
Podmorski vulkanizem je posledica različnih procesov. Vulkani v bližini meja tektonskih plošč in srednjeoceanskih hrbtov so zgrajeni z dekompresijskim taljenjem plasti plašča, ki se dviga na delu konvekcijske celice do površine skorje. Erupcije, povezane s podvodnimi območji, pa poganjajo subdukcije plošč, ki dodajajo hlapne snovi na dvigajočo ploščo, s čimer se znižuje njeno tališče. Vsak proces ustvarja različne kamnine; vulkani srednjeoceanskega hrbta so predvsem bazaltni, medtem ko so subdukcijski tokovi večinoma kalko-akalni, bolj eksplozivni in viskozni. 
Stopnje raztrosa vzdolž srednjeoceanskih hrbtov se močno razlikujejo od 2 cm letno na srednjeatlantskem do 16 cm vzdolž vzhodnopacifiškega hrbta. Višje stopnje širjenja so verjeten vzrok za višje ravni vulkanizma. Tehnologija za preučevanje izbruhov morskih vrhov ni obstajala, dokler napredek v tehnologiji hidrofonov ni omogočil "poslušanja" akustičnih valov, znanih kot T-valovi, ki jih sproščajo podmorski potresi, povezani s podmorskimi vulkanskimi izbruhi. Razlog za to je, da seizmometri na kopnem ne morejo zaznati potresov v morju pod velikostjo 4, vendar akustični valovi v vodi dobro potujejo in v daljših časovnih obdobjih. Sistem v severnem Pacifiku, ki ga vzdržuje ameriška mornarica in je bil prvotno namenjen odkrivanju podmornic, je zaznal dogodek v povprečju vsake 2 do 3 leta.
Najpogostejši podvodni tok je lava iz blazinaste lave, krožni tok lave, poimenovan po nenavadni obliki. Manj pogosti so stekleni, mejni pretoki listov, kar kaže na večje pretoke. Vulkanoklastične sedimentne kamnine so pogoste v plitvih vodnih okoljih. Ko se plošče začnejo gibati, se vulkani prenašajo iz njihovega eruptivnega vira, vodna erozija pa zmelje vulkan. Končne faze erupcij zgornjega sloja so alkalni tokovi. Na svetu je okoli 100.000 globokomorskih vulkanov, čeprav je večina zunaj aktivne faze svojega življenja. Nekatere vzorčne podvodne gore so Loihi Seamount, Bowie Seamount, Davidson Seamount in Axial Seamount.

### Podledeniški tip erupcije
Za podledeniški tip erupcije je značilna interakcija med lavo in ledom, pogosto pod ledenikom. Narava glaciovulkanizma narekuje, da se pojavi na območjih visoke zemljepisne širine in velike višine. Subglacialni vulkani, ki ne aktivno bruhajo, pogosto oddajajo toploto v led, ki jih pokriva in proizvajajo talino. Ta mešanica staljene vode pomeni, da subglacialni izbruhi pogosto ustvarjajo nevarne jökulhlaup (iz islandščine 'ledeniške poplave') in laharje. 
Študija glaciovulkanizma je še vedno relativno novo področje. Zgodnji opisi opisujejo nenavadne ravne vulkane s strmimi stranicami (imenovane 'mizasti vulkan') na Islandiji, za katere je bilo predlagano, da so nastali iz izbruhov pod ledom. Prvi v angleščini objavljen zapis o tej temi je leta 1947 objavil William Henry Mathews in opisal polje Tuya Butte v severozahodni Britanski Kolumbiji v Kanadi. Eruptivni proces, ki gradi te strukture, predstavljen v članku, se začne z vulkansko rastjo pod ledenikom. Sprva izbruhi spominjajo na tiste, ki se pojavljajo v globokem morju, ki tvorijo blazinasto lavo na dnu vulkanske strukture. Nekatere lave razpadejo, ko pridejo v stik s hladnim ledom in tvorijo stekleno brečo, imenovano hialoklastit. Po določenem času se led končno stopi v jezero in začne se eksplozivnejša erupcija surtsejskega tipa, s čimer se gradijo boki, ki so sestavljeni večinoma iz hialoklastita. Eventualno jezero vre iz neprekinjenega vulkanizma, pretok lave pa postane bolj izčrpen in se zgosti, ko se lava ohladi, pogosto pa se oblikujejo bazaltni stebri. Dobro ohranjeni mizasti vulkani prikazujejo vse te faze, na primer Hjorleifshofdi na Islandiji. 
Produkti interakcij med vulkanom in ledom so različne strukture, katerih oblika je odvisna od kompleksnih eruptivnih in okoljskih interakcij. Ledeniški vulkanizem je dober pokazatelj pretekle porazdelitve ledu, zaradi česar je pomemben klimatski marker. Glede na to, da so v ledu, se umik ledenikov po svetu pojavlja kot zaskrbljenost, da bi mizasti vulkani in druge strukture lahko destabilizirale in povzročile množične zemeljske plazove. Dokazi o vulkansko-glacialnih interakcijah so razvidni na Islandiji in v nekaterih delih Britanske Kolumbije, možno pa je tudi, da igrajo vlogo pri deglaciaciji.
Glaciovulkanski produkti so bili identificirani na Islandiji, v kanadski provinci Britanska Kolumbija, v ameriških zveznih državah Havajih in na Aljaski, v Kaskadnem gorovju zahodne Severne Amerike, v Južni Ameriki in celo na planetu Mars. Vulkani, za katere je znano, da imajo podledeniško aktivnost, so:
- Mauna Kea v tropskih Havajih. Obstajajo dokazi o pretekli podledeniški eruptivni aktivnosti na vulkanu v obliki subglacijskih usedlin na njenem vrhu. Izbruhi so nastali pred približno 10.000 leti, med zadnjo ledeno dobo, ko je bil vrh Maune Kee prekrit z ledom. [38]
- Leta 2008 je British Antarctic Survey poročala o izbruhu vulkana pod ledenim pokrovom Antarktike pred 2200 leti. Domneva se, da je bil to največji izbruh na Antarktiki v zadnjih 10.000 letih. Vulkanske usedline pepela iz vulkana so bile identificirane z letalskim radarskim pregledom, zakopanim pod kasnejšimi snežnimi padavinami v Hudsonovih gorah, blizu ledenika Pine Island.
- Islandija, znana po ledenikih in vulkanih, je pogosto mesto subglacialnih izbruhov. Primer izbruha pod ledenim pokrovom Vatnajökull leta 1996, ki se je zgodil pod ocenjeno 762 m ledu. [39]
- Kot del iskanja življenja na Marsu so znanstveniki predlagali, da na rdečem planetu morda obstajajo subglacialni vulkani. Več potencialnih lokacij takšnega vulkanizma je bilo pregledanih in obširno primerjanih s podobnimi značilnostmi na Islandiji[40]:

Ugotovljeno je bilo, da so živi mikroorganizmi, ki živijo v globoki (-2800 m) geotermalni podtalnici pri 349 K in tlaku > 300 bar. Poleg tega so mikrobi domnevno obstajali v bazaltnih kamninah v skorji spremenjenega vulkanskega stekla. Vsi ti pogoji lahko obstajajo v polarnih predelih Marsa, kjer je prišlo do subglacijskega vulkanizma.

## Freatske erupcije
Freatske erupcije (ali izbruhi pare) so vrsta izbruha, ki ga poganja širjenje pare. Ko hladna zemlja ali površinska voda pride v stik z vročimi kamni ali magmo, se pregreje in eksplodira, prelomi okoliške skale in izbruha mešanico pare, vode, pepela, vulkanskih bomb in vulkanskih blokov.  Značilnost freatskih eksplozij je v tem, da da samo razstreljujejo fragmente obstoječe trdne kamnine iz vulkanskega žrela; nobena nova magma ni izbruhnila. Ker jih poganja drobljenje plasti pod pritiskom, freatska aktivnost ne povzroči vedno izbruha; če je skala dovolj močna, da vzdrži eksplozivno silo, se morda ne bodo pojavili popolni izbruhi, čeprav se bodo razpoke v kamnini verjetno razvile in jo oslabile, s čimer se bodo nadaljevali prihodnji izbruhi.
Pogosto je predhodnik vulkanske dejavnosti v prihodnosti , sicer pa so freatske erupcije na splošno šibki, čeprav je prišlo do izjem. Nekateri dogodki se lahko sprožijo zaradi potresne aktivnosti, drugega vulkanskega predhodnika, lahko pa potujejo tudi po liniji dajkov. Freatski izbruhi tvorijo piroklastične valove, laharje, plazove in dež vulkanskih blokov. Prav tako lahko sproščajo smrtonosno strupene pline, ki lahko zadušijo vsakogar v območju izbruha.
Vulkani, za katere je znano, da imajo freatski tip aktivnost, so:
- Sveta Helena, ki je pokazala freatsko aktivnost tik pred katastrofalnim izbruhom leta 1980 (ki je bil sam po sebi plinijski).
- Vulkan Taal, Filipini, 1965.
- La Soufrière na Gvadelupu (Mali Antili), dejavnost 1975–1976.
- vulkan Soufrière Hills na Monseratu, Mali Antili, 1995–2012.
- vulkan Poás,, Kostarika, ki ima pogosto gejzir, podoben freatskemu izbruhi iz njegovega kraterskega jezera.
- Mount Bulusan, znan po svojih nenadnih izbruhih.
- Mount Ontake, vsi zgodovinski izbruhi tega vulkana so bili freatski vključno s smrtonosnim leta 2014.